# Perth-Zwergpython
Die Perth-Zwergpython (Antaresia perthensis) ist eine Art aus der Gattung Antaresia in der Familie der Pythons (Pythonidae). Das Artepitheton perthensis wurde vergeben, da bei der Erstbeschreibung fälschlich angenommen wurde, das Typusexemplar wäre bei Perth gefangen worden, wo die Art allerdings nicht vorkommt. Die englischen Trivialnamen „Pygmy python“ („Zwergpython“) bzw. „Ant-hill python“ („Ameisenhügelpython“) beziehen sich auf die geringe Größe und den bevorzugten Unterschlupf der Tiere.

## Merkmale
Mit einer Länge von 40 bis 70 cm ist der Perth-Zwergpython die kleinste Antaresia-Art. Der Kopf ist kurz und flach mit breiter abgerundeter Schnauze und nur geringfügig vom Hals abgesetzt. Die Augen sind groß und haben eine rotbraune Iris. Die Körperoberseite ist rötlich-braun mit verschieden großen, dunkel- bis rotbraunen Flecken; diese Musterung verblasst mit zunehmendem Alter. Die Bauchseite ist cremefarben bis weiß und ungemustert.
In der Regel sind ein vorderes, an das Internasalschildpaar angrenzendes, und zwei hintere Paare Präfrontalia vorhanden. Typisch sind nur ein Supraocularschild und meist ein Paar Parietalschilde. Es sind 4 bis 10 
Lorealschilde, 9 bis 14 Supralabialschilde und 11 bis 15 Infralabialschilde vorhanden. Von letzteren tragen die hintersten drei, selten vier Wärmesinnesgruben. Der Rumpf weist 31 bis 35 schräge Reihen glatter Schuppen in der Mitte, 212 bis 250 Ventralschilde, 34 bis 45 Subkaudalschilde und einen ungeteilten Analschild auf.

## Verbreitung und Lebensweise
Der Perth-Zwergpython kommt endemisch im mittleren Westen Westaustraliens in der Pilbara-Region sowie auf einigen küstennahen Inseln vor. Als Habitat bevorzugt er hügeliges Gelände mit Felsen, Höhlungen und Termitenbauten als Versteckmöglichkeiten. Als Beutetiere dienen Reptilien und kleine Säugetiere.
Die Paarung findet im australischen Winter statt. Das Gelege besteht aus zwei bis sechs großen Eiern, die Jungtiere schlüpfen nach etwa zwei Monaten. 